# Тейлор, Макдональд (старший)
Макдональд Тейлор-старший (англ. MacDonald Taylor, Sr.; родился 27 августа 1957 года в Тринидаде и Тобаго) — футболист, представлявший на международной арене сборную Американских Виргинских островов.

## Карьера
Тейлор участвовал в отборочных матчах двух чемпионатах мира по футболу, выступая за Американские Виргинские острова в период между 2000 и 2004 годами. После игры против Сент-Китса и Невиса в марте 2004 года Тейлор стал самым возрастным игроком, появлявшимся на поле в отборочных матчах чемпионата мира: на тот момент ему было 46 лет.

## Личная жизнь
Его сын, Макдональд Тейлор (младший), также футболист.